# Jasmundzki Park Narodowy
Jasmundzki Park Narodowy (niem. Nationalpark Jasmund) – park narodowy leżący na półwyspie Jasmund, w północno-wschodniej części wyspy Rugia, w kraju związkowym Meklemburgia-Pomorze Przednie w RFN. Został utworzony 12 września 1990 roku. Zajmuje powierzchnię 3003 hektarów i jest najmniejszym parkiem narodowym Niemiec.

## Struktura parku
Park obejmuje:
- pierwotny las bukowy rosnący na grzbiecie wzgórz Stubnitz,
- północną część miasta portowego Sassnitz,
- kredowe wybrzeże klifowe o powierzchni 2200 hektarów,
- pas wybrzeża Morza Bałtyckiego o szerokości 500 metrów (603 hektarów),
- 200 hektarową część położoną na zachód od parku,
- dawne kredowe wyrobiska Quolitzer, łąki, bagna oraz ścierniska.

W parku znajduje się najwyższe wzniesienie Rugii – Piekberg (161 m n.p.m.).

## Historia parku
Naturalne pokłady kredy wydobywanej z wyrobisk położonych na półwyspie Jasmund zostały już dawno wyczerpane. Po protestach w roku 1926 przeciwko ponownemu otwarciu zamkniętej kopalni kredy, wydzielono część wybrzeża na północ od Sassnitz jako obszar przyrody chronionej. 12 września 1990 roku ogłoszono ten teren wybrzeża jako Jasmundzki Park Narodowy.

## Skały kredowe Jasmundzkiego Parku Narodowego
Skały kredowe Rugii narażone są na ciągłą erozję. Z każdym sztormem odłamują się duże kawałki od ścian skalnych porywając przy tym ze sobą drzewa i krzewy wprost do morza. Dzięki temu procesowi odsłaniają się często skamieniałości w których można odkryć resztki jeżowców, gąbek oraz ostryg. Erozja wybrzeża nasiliła się odkąd w XIX i XX wieku większe głazy narzutowe zaczęto wykorzystywać do rozbudowy portów. Głazy narzutowe stanowią naturalny falochron chroniący wybrzeże przed ogromną siłą fal.
Najbardziej charakterystycznym miejscem parku jest Königsstuhl (dosł. królewski tron) – skała kredowa mierząca 118 metrów wysokości. Wraz z pobliskim terenem została włączona do przyległego centrum turystycznego. Platformę widokową tej skały kredowej odwiedza średnio rocznie 300 000 turystów, którzy stąd mogą podziwiać Bałtyk oraz sąsiednie wybrzeża.
Wyjątkowym zjawiskiem przyrodniczym, które zyskało już światowy rozgłos jest Wissower Klinken. 24 lutego 2005 roku doszło do oderwania się dużej części nawisu skalnego co wywołało w dużej mierze daleko idące zniszczenia tamtejszego brzegu. Dość często błędnie przyjmuje się, że namalowane przez Caspar David Friedricha w roku 1818 Skały kredowe na Rugii przedstawiają Wissower Klinken. W tamtych czasach – czyli przed 200 laty, istniały także inne formy skał kredowych na wybrzeżu Jasmund. Przykładem są:
- kredowe słupy – Wielki Klif Stubbenkammer;
- wąwóz znajdujący się bezpośrednio na północ od Königsstuhl;
- Mały Klif Stubbenkammer znajdujący się bezpośrednio na południe od Königsstuhl.

## Fauna i flora
Jasmundzki Park Narodowy oferuje ze względu na swoje wyjątkowe warunki geologiczne swoiste schronienie dla licznej, ale i rzadkiej roślinności, chroniąc w ten sposób duże obszary lasów bukowych na niemieckiej części wybrzeża Morza Bałtyckiego.
W lasach Stubnitz znajduje się wiele kotłów i niecek wypełnionych wodą pochodzenia polodowcowego. W miejscach ich powstawania istnieją liczne trzęsawiska (torfowiska) otoczone olchą czarną. Natomiast na bardziej suchych terenach spotyka się gruszę i jabłoń polną oraz jarząb, brzęk i cis pospolity. Do występujących tu gatunków storczykowatych zalicza się także obuwik pospolity.
Jedną z wielu osobliwości północnego wybrzeża parku są osady soli.
Jeśli chodzi o świat zwierząt, to na obszarze parku występują gatunki bogate w swej różnorodności. Przykładowo, samych gatunków chrząszczy żyjących na drzewach albo pod nimi jest 1000. W krystalicznych strumykach – wijących się przez lasy Stubnitz – występuje niezwykły mieszkaniec wypławek alpejski, którego zazwyczaj można spotkać tylko w górach. Można tu również zaobserwować zimorodka. W klifach skał kredowych gnieżdżą się jaskółki oknówki oraz sówki kredowe. Tylko na tym terenie występują kremowo ubarwione ćmy. Ze względu na dużą liczebność turystów zarówno sokoły wędrowne, jak i orły bieliki coraz rzadziej występują w parku.

## Centrum Königsstuhl
Od swojego otwarcia w 1990 roku Jasmundzki Park Narodowy przyciąga rocznie setki tysięcy turystów. Dlatego też głównym zadaniem władz parku jest takie kierowanie ruchem turystycznym, aby nie została zakłócona różnorodność form życia występującego w parku a odwiedzającym zagwarantować wgląd w fascynującą naturę parku.
18 marca 2004 roku po 10 miesiącach budowy i przebudowy istniejących już budynków, zostało uroczyście otwarte Centrum Informacyjne przy pomniku przyrody Königsstuhl, pod mottem: Dzięki nam zobaczysz to czego nie widać gołym okiem. Odwiedzający mogą zapoznać się naturalnymi warunkami skał kredowych, Panoramą Viktorii, jeziorem Herthasee na powierzchni 2000 m², wystawami audio-video, jak również pokazami multi-wizyjnymi.
Centrum przyciąga dziennie kilka tysięcy ludzi. 24 lipca 2007 roku centrum przy Königsstuhl odwiedziło ponad 3200 turystów, a w roku 2007 – 294 000 turystów.